# Новое Полесье (Черниговская область)
Но́вое Поле́сье (укр. Нове Полісся) — село, расположенное на территории Бахмачского района Черниговской области (Украина).
Население составляет 43 жителя (2006 год). Плотность населения — 220,51 чел/кв.км.
Впервые упоминается в 1650 году.
Средняя высота населённого пункта — 122 м над уровнем моря. Село находится в зоне умеренно континентального климата.
Национальный состав представлен преимущественно украинцами, конфессиональный состав — христианами.